# 哈皮洛夫卡河

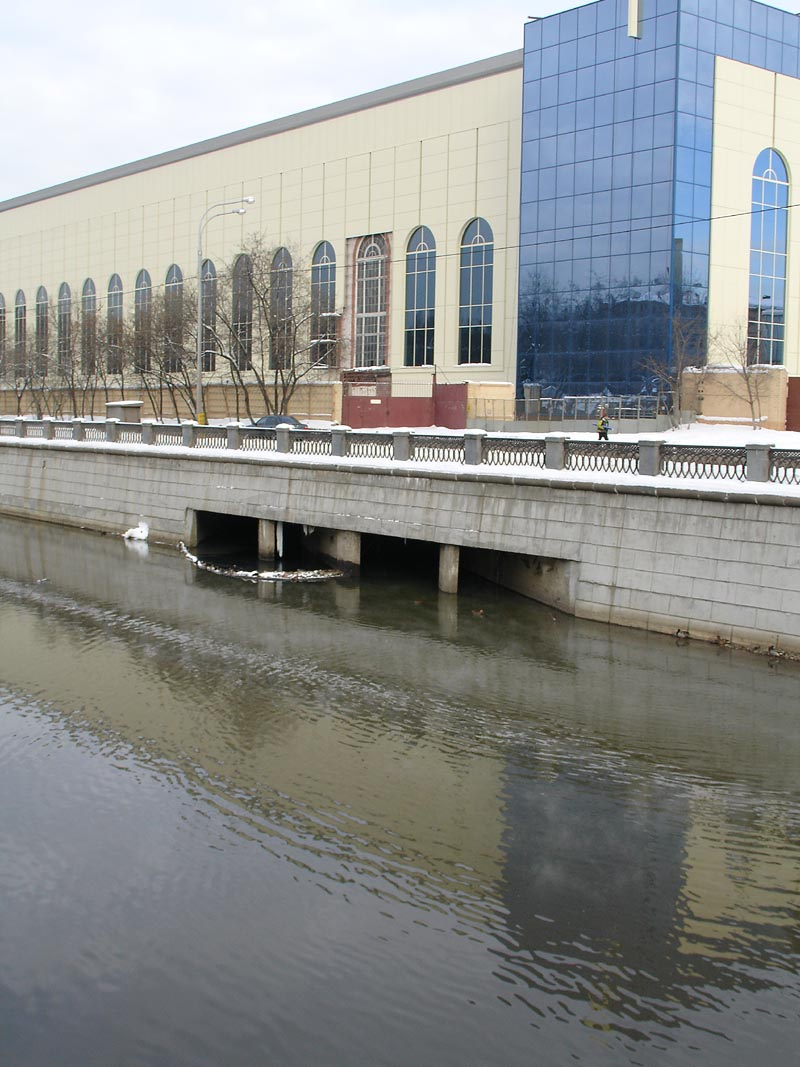

哈皮洛夫卡河（俄语：Хапиловка），是俄羅斯的河流，位於莫斯科東部，屬於亞烏扎河的支流，由謝列布良卡河和索先卡河匯流而成，河道全長2.8公里，流域面積75平方公里。